# Petr Komínek
Petr Komínek (16. dubna 1960 Šumperk – 16. listopadu 2024) byl český divadelní herec, dlouholetý člen divadla Šumperk.

## Život
Narodil se 16. dubna 1960 v Šumperku.
Přestože neměl žádné herecké vzdělání a divadlo hrál jen s ochotníky, získlal v roce 2000 angažmá v místním Divadle Šumperk. V profesionálním divadle s menší pauzou strávil téměř 25 let.
Dvakrát se dostal do širší nominace na Cenu Thálie. V roce 2002 za roli šaška v Shakespearově Králi Learovi a podruhé v roce 2008 za roli Salieriho v Amadeovi. V roce 2022 obdržel Cenu města Šumperka za celoživotní dílo.
V divadle odehrál více než sto rolí. Kromě divadla si zahrál několik malých rolí ve filmu, například ve filmu Díra u Hanušovic.
Zemřel 16. listopadu 2024 po dlouhé nemoci.

## Filmografie

### Film
- Městečko (2003)
- Krásno (2014)
- Díra u Hanušovic (2014)

### Televize
- Četnické humoresky (1 díl)